# ACY3
ACY3（氨基酰化酶3，缩写ACY-3，也称为丙型肝炎病毒核心蛋白结合蛋白-1，缩写HCBP1）是一个人类基因 ACY3 编码的蛋白质，是一种水解酶，EC编号3.5.1.114，位于人类第11号染色体，长319aa，分子量35kD。